# Волошенко Василь
Васи́ль Воло́шенко (Воло́шиненко) (*невідомо — †невідомо) — український будівничий, який після смерті Іллі Бродацького закінчив будівництво п'ятиверхої Різдвобогородицької в Лохвиці. 